# Distribuzione Joy

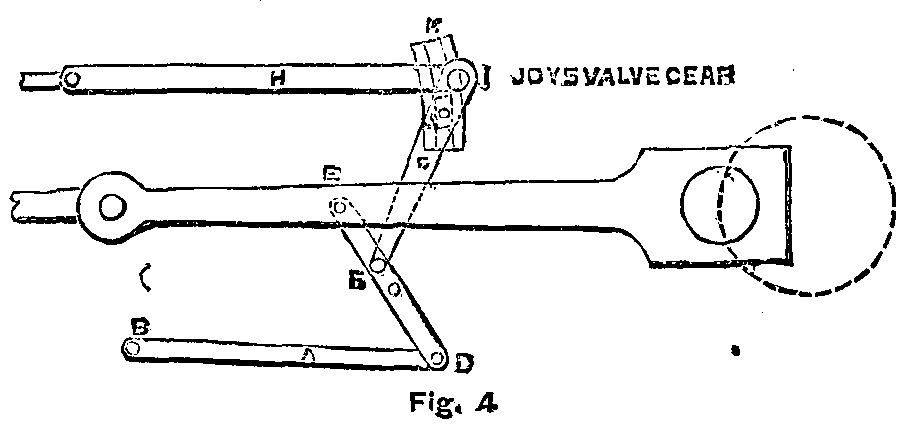
Schema della distribuzione Joy

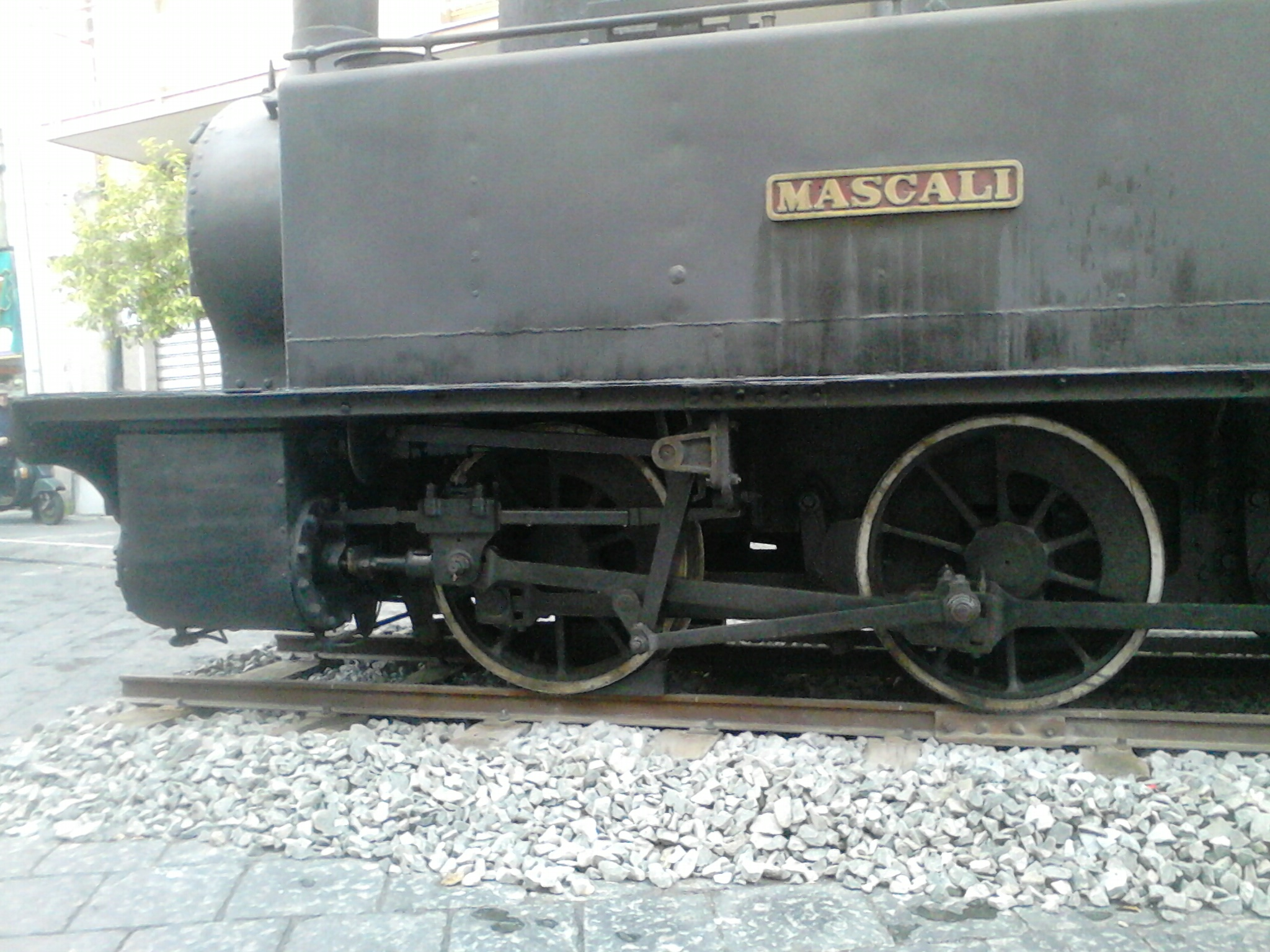
Particolare di distribuzione Joy sulla locomotiva FCE n.10 Mascali

La distribuzione Joy è un dispositivo di comando dell'immissione e dello scarico del vapore utilizzato nei motori delle locomotive a vapore progettato da David Joy, ingegnere ferroviario e navale, da lui brevettata nel 1870.

## Il funzionamento
L'azionamento viene derivato da un leveraggio di collegamento imperniato sulla biella motrice. Tale movimento, essenzialmente di su e giù quando questo è verticale, viene regolato fino a divenire un movimento avanti e indietro orizzontale, atto ad azionare le valvole del distributore relativo, per mezzo di una slitta della quale è possibile variare l'inclinazione. La necessaria variazione angolare complessiva della leva di 90 gradi viene ottenuta, anziché mediante un "eccentrico" (come in gran parte delle altre) regolando, mediante la leva di comando, la posizione da totalmente verticale a orizzontale del leveraggio.

## Le applicazioni
La distribuzione Joy, essenzialmente in virtù della sua semplicità di costruzione e manutenzione, fu largamente usata nelle locomotive delle ferrovie britanniche Lancashire and Yorkshire Railway e London and North Western Railway e della ferrovia a scartamento ridotto Lynton and Barnstaple Railway. Venne adoperata anche dalla John Fowler & Co. e da molti altri costruttori di locomotive a vapore. La "Joy" equipaggiava un gran numero di locomotive delle ferrovie russe del gruppo O. Venne utilizzata anche dalla Breda italiana nella produzione delle locomotive fornite alla Ferrovia Circumetnea.

## Locomotive con distribuzione Joy preservate
Le ultime locomotive con distribuzione Joy rimaste in servizio in Inghilterra, presso le British Railways, furono le ex-LNWR Classe G delle quali una è stata preservata. Delle 13 locomotive in servizio presso la Ferrovia Circumetnea di Catania ne è stata preservata l'unità n.10 "Mascali".